# Plaza de Toros de Logroño
Die Plaza de Toros de Logroño (auch bekannt als Plaza de Toros de La Ribera) ist eine Mehrzweckhalle und Stierkampfarena mit schließbarem Dach in der spanischen Stadt Logroño, Autonome Gemeinschaft La Rioja. 

## Geschichte
Die neue Arena am Fluss Ebro im Parque de La Ribera befindet sich im Norden der Stadt, nur wenige Meter von der alten 1915 eröffneten Stierkampfarena La Manzanera entfernt. Sie wurde nach der Einweihung der neuen Anlage abgerissen. Der Bau wurde von den Architekten Diego Garteiz und Javier Labad geplant. Die Baukosten lagen bei rund 12 Millionen Euro. Die Einweihung fand im Rahmen der Feierlichkeiten zu den Fiestas de San Mateo am 21. September 2001 statt. Die Veranstaltung findet jedes Jahr an diesem Datum statt. Für den Stierkampf wird die Plaza de Toros de Logroño hauptsächlich während des Festivals genutzt. Das markante Design der Rundsporthalle mit einer Glas-Galerie erinnert in der Bauform an ein UFO wie die Plaza de Toros de Illumbe in Donostia-San Sebastián. Die Arena verfügt über behindertengerechte Zugänge und, je nach Veranstaltung, über bis zu 11.046 Sitzplätze. Neben dem Stierkampf wird die Arena auch für Konzerte, Shows aller Art und Sportveranstaltungen genutzt. Die Fiestas de San Mateo 2020 wurden wegen der COVID-19-Pandemie am 17. Juli abgesagt.
Vom 5. bis 7. März 2010 war es der Austragungsort des Achtelfinales im Davis Cup zwischen der spanischen Mannschaft als Titelverteidiger und der Schweiz. Die Gastgeber siegten mit 4:1.

## Galerie

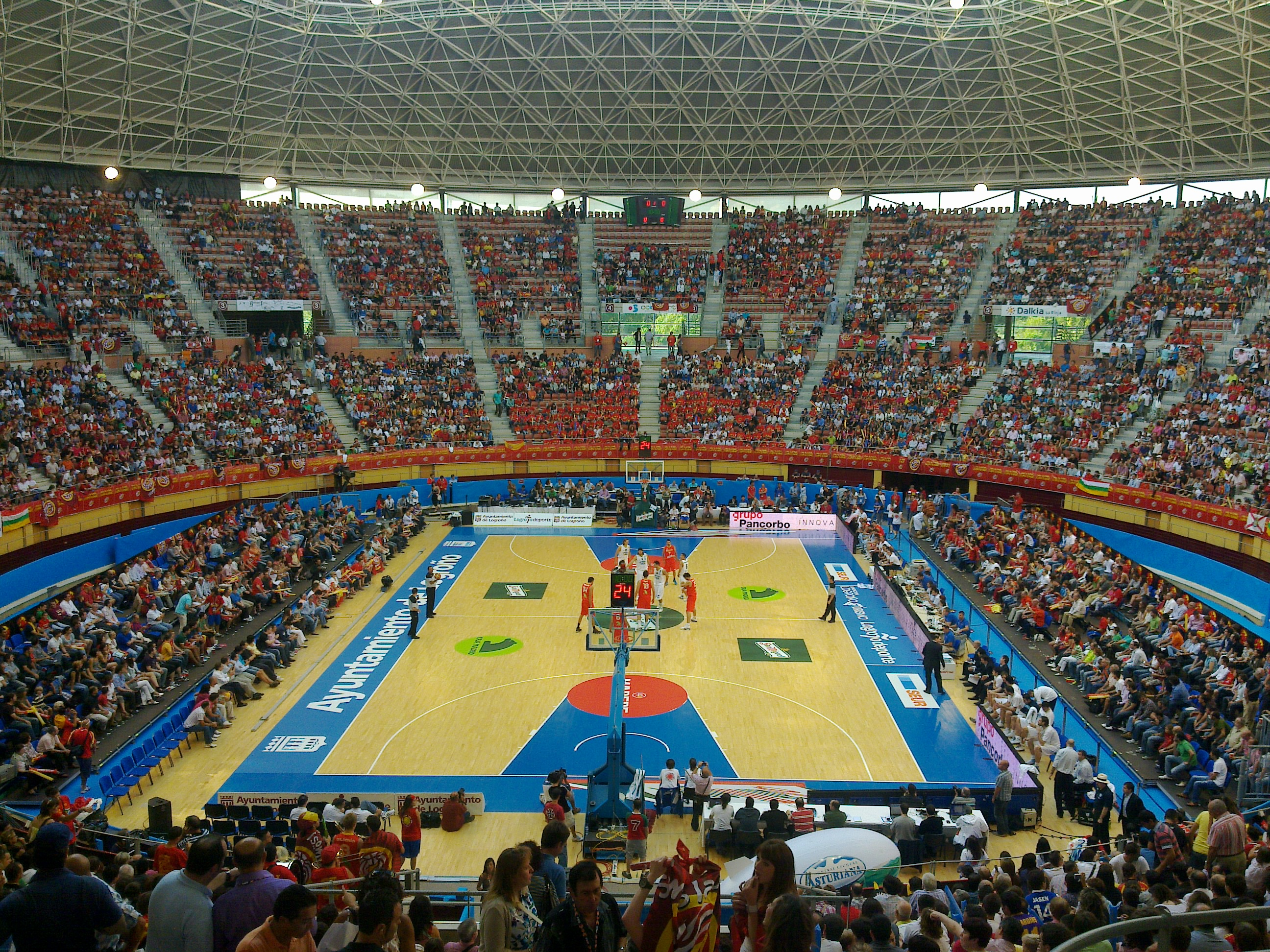
Spiel der spanischen Basketballnationalmannschaft gegen Argentinien